# Comuna Kuzmînți, Bar
Kuzmînți (în ucraineană Кузьминці) este o comună în raionul Bar, regiunea Vinnița, Ucraina, formată din satele Martînivka, Kuzmînți (reședința) și Holubivka.

## Demografie
Componența lingvistică a satului Kuzmînți
     Ucraineană (99,16%)
     Alte limbi (0,78%)
Conform recensământului din 2001, majoritatea populației satului Kuzmînți era vorbitoare de ucraineană (99,16%), existând în minoritate și vorbitori de alte limbi.